# Phoma exigua
Phoma exigua är en lavart. Phoma exigua ingår i släktet Phoma, ordningen Pleosporales, klassen Dothideomycetes, divisionen sporsäcksvampar och riket svampar.

## Underarter
Arten delas in i följande underarter:
- inoxydabilis
- exigua
- diversispora